# Roger Apéry
Roger Apéry, född 14 november 1916 i Rouen, Frankrike, död 18 december 1994 i Caen, Frankrike, var en grekisk-fransk matematiker, speciellt ihågkommen för Apérys teorem, som säger att ζ(3) är ett irrationellt tal, där ζ betecknar Riemanns zetafunktion.

## Biografi
Apéry föddes i Rouen 1916 med en fransk mamma och en grekisk far. Hans barndom tillbringades i Lille fram till 1926, då familjen flyttade till Paris. Där studerade han vid Lycée Ledru-Rollin och Lycée Louis-le-Grand. Apéry antogs vid École Normale Supérieure 1935. Hans studier avbröts i början av andra världskriget; han mobiliserades i september 1939, togs som krigsfånge i juni 1940, repatrieras till följd av lungåkomma i juni 1941 och inlades på sjukhus fram till augusti 1941.
Apéry skrev sin doktorsavhandling i algebraisk geometri under ledning av Paul Dubreil och René Garnier 1947.
År 1947 utnämndes Apéry till lektor vid universitetet i Rennes. År 1949 utsågs han till professor vid universitetet i Caen, där han stannade fram till sin pensionering.
1979 publicerade Apéry ett oväntat bevis på irrationaliteten av ζ(3), vilket är lika med summan av inverserna av kuberna av alla positiva heltal. En indikation på svårigheten med att åstadkomma detta bevisa är att motsvarande problem för andra udda potenser hittills förblivit olöst. Inte desto mindre har många matematiker (till exempel Frits Beukers, Alfred van der Poorten, Marc Prévost, Keith Ball, Tanguy Rivoal, Wadim Zudilin och andra) senare arbetat med de så kallade Apéry-sekvenserna för att söka alternativa bevis, som också skulle kunna gälla för andra udda potenser. 
Apéry var också aktiv inom politik och under några år på 1960-talet var han president för Calvados radikala vänsterparti. Han övergav politiken efter de reformer som Edgar Faure initierade efter 1968-upproret, då han insåg att universitetslivet kom att fjärma sig från den tradition som han alltid hade hållit fast vid.
Apéry begravdes vid sina föräldrar på Père Lachaise begravningsplats i Paris. På hans gravsten finns hans sats ingraverad enligt:
{\displaystyle 1+{\frac {1}{8}}+{\frac {1}{27}}+{\frac {1}{64}}+\cdots \,\neq {\frac {p}{q}}}